# Johannes Friedrich

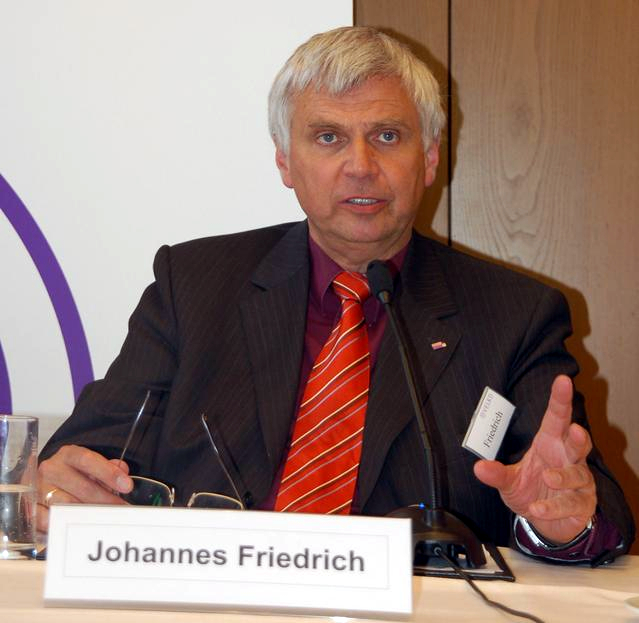
Johannes Friedrich (2009)

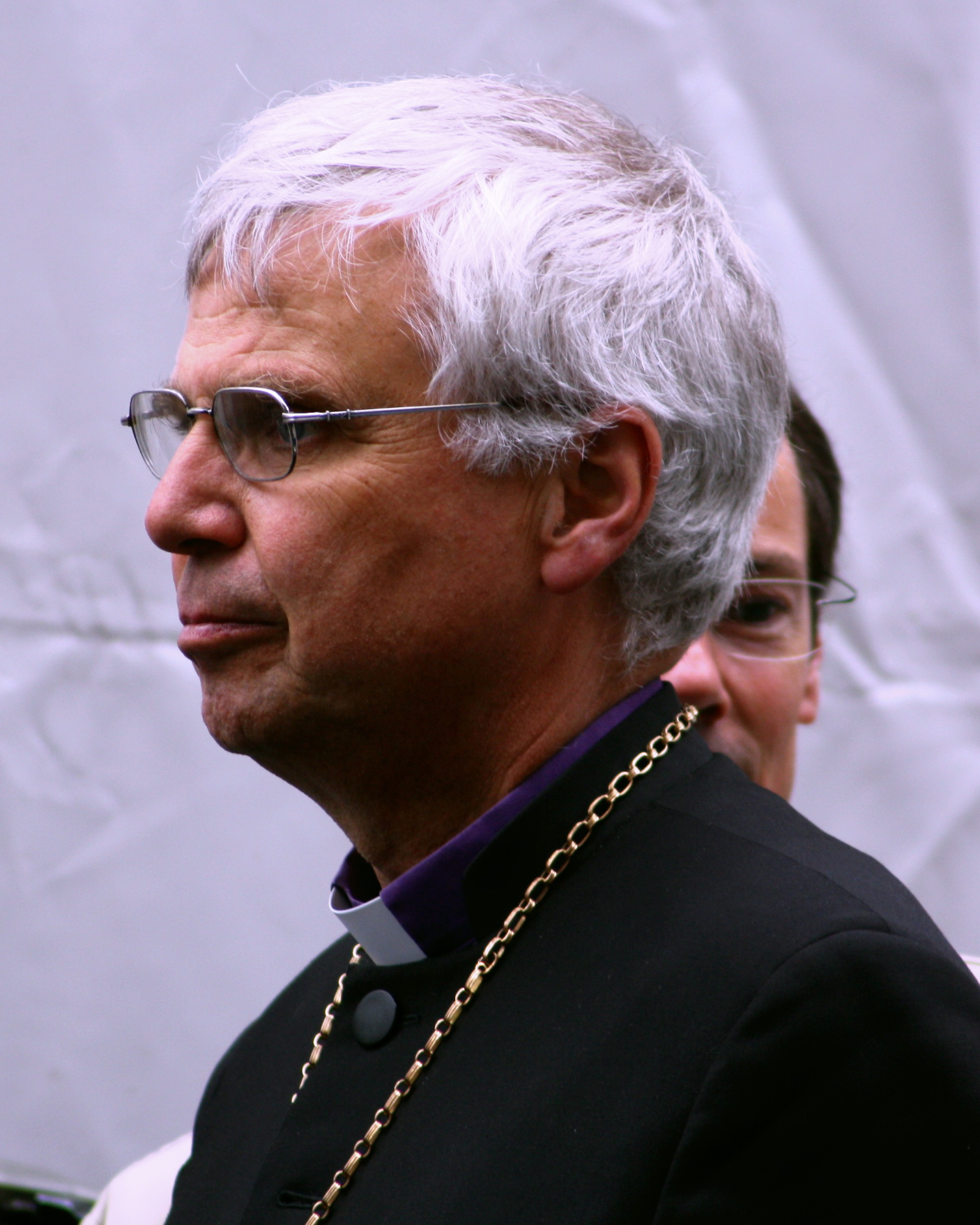
Johannes Friedrich (2011)

Johannes Friedrich (* 20. Juni 1948 in Bielefeld-Gadderbaum) ist ein deutscher evangelisch-lutherischer Theologe, der unter anderem Landesbischof der Evangelisch-Lutherischen Kirche in Bayern und leitender Bischof der Vereinigten Evangelisch-Lutherischen Kirche Deutschlands (VELKD) war.

## Leben
Johannes Friedrich, Sohn des evangelisch-lutherischen Theologen der Bekennenden Kirche und Lehrstuhlinhabers für Neues Testament Gerhard Friedrich und dessen Frau, wuchs in Erlangen auf. 1967 legte er am Gymnasium Fridericianum das Abitur ab.

### Erste Berufserfahrungen
Nach dem Studium der Evangelischen Theologie an der Universität Erlangen-Nürnberg und der Universität Tübingen war Friedrich von 1972 bis 1976 Wissenschaftlicher Assistent bei Peter Stuhlmacher in Tübingen. Walter Klaiber war als Assistent sein Vorgänger bei Ernst Käsemann.
Friedrich promovierte in Tübingen über das Thema Gott im Bruder. Eine methodenkritische Untersuchung von Redaktion, Überlieferung und Traditionen in Mt 25, 31–46, erschienen als Calwer Theologische Monographien, Band 7. Hier zeigt sich seine theologische Grundposition von der politischen Theologie über die Ökumene bis zur pastoralen Nähe zum Menschen, vor allem bei Menschen, die in existentieller Not sind. Es ist ihm wichtig, die Menschen zu stärken, eine im Kern dialogische Theologie. Friedrich versucht nachzuweisen, dass Mt 25, 31–46 auf Jesus zurückgeht: Gott im Bruder zu lieben, heißt, Gott nicht sterben zu lassen.
Am 13. November 1977 wurde Friedrich ordiniert. Ab 1979 war er Pfarrer in Nürnberg an St. Egidien und zugleich Studentenpfarrer an der Universität Erlangen-Nürnberg und den Fachhochschulen in Nürnberg.

### Propst in Jerusalem und Dekan in Nürnberg
1985 wurde Friedrich als Propst an die Evangelische Gemeinde deutscher Sprache zu Jerusalem berufen. Die Verleihung des Titels „Propst“ geht auf Kaiser Wilhelm II. anlässlich der Einweihung der Erlöserkirche im Jahr 1898 zurück. Dieser ist der Repräsentant der EKD in Israel, im Westjordanland und in Jordanien. Seine Aufgaben sind vergleichbar mit denen eines Weihbischofs in der anglikanischen Kirche oder eines Bischofs in orthodoxen Kirchen. Propst Johannes Friedrich pflegte den interreligiösen Dialog mit Juden und Muslimen sowie den interkonfessionellen Dialog mit einer Vielzahl christlicher Religionsgemeinschaften.
Ab 1991 bekleidete Friedrich das Amt des Dekans des evangelisch-Lutherischen Dekanats in Nürnberg. Ab 1996 war er Mitglied der Landessynode der Evangelisch-Lutherischen Kirche in Bayern und dort Vorsitzender des synodalen Grundfragenausschusses.

### Landesbischof
Am 24. April 1999 wurde Friedrich zum Landesbischof der Evangelisch-Lutherischen Kirche in Bayern, der drittgrößten Landeskirche der Evangelischen Kirche in Deutschland (EKD), gewählt. Das Amt trat er am 1. November 1999 an. Von 2000 bis 2005 war er Catholica-Beauftragter der VELKD und gehörte von 2002 bis 2013 dem Rat der Evangelischen Kirche in Deutschland an. Beim Papstbesuch in Deutschland 2006 zelebrierten Johannes Friedrich und Benedikt XVI. eine ökumenische Vesper im Regensburger Dom.
Nach Ende seiner zwölfjährigen Amtszeit verzichtete Friedrich auf eine Wiederwahl. Am 30. Oktober 2011 wurde sein Nachfolger, der Bamberger Theologieprofessor Heinrich Bedford-Strohm als Landesbischof eingeführt.

### Leitender Bischof der Vereinigten Evangelisch-Lutherischen Kirche Deutschlands
Am 17. Oktober 2005 wurde Friedrich von der Generalsynode der Vereinigten Evangelisch-Lutherischen Kirche Deutschlands (VELKD) zu deren leitendem Bischof gewählt. Er vertrat somit 10,4 Millionen Gläubige. Aufgrund dieser Wahl war Friedrich Vorsitzender des Deutschen Nationalkomitees des Lutherischen Weltbundes (DNK/LWB), mit Sitz in Wittenberg. Die Arbeit in Wittenberg sah Friedrich als „Beitrag zur Gemeinschaftsbildung und Versöhnung der christlichen Kirchen […], um vertrauensvolle und belastbare Kontakte zu Christinnen und Christen in aller Welt aufzubauen […] um eine stark ökumenisch orientierte Arbeit, um die Zuarbeit für die lutherischen Kirchen weltweit und für alle anderen Christen, die an der Reformation interessiert seien.“
Nachfolger von Johannes Friedrich als leitender Bischof der VELKD wurde der schleswig-holsteinische Bischof Gerhard Ulrich.

### Pfarrer von Bertholdsdorf
Vom 1. Februar 2012 bis 31. August 2013 war Friedrich Pfarrer im fränkischen Bertholdsdorf, wo er auf einer halben Stelle insgesamt 720 Evangelische auch aus anderen Orten betreute. Der Einführungsgottesdienst wurde am 5. Februar gefeiert. Am 8. September 2013 wurde Friedrich bei einem Festgottesdienst in Bertholdsdorf in den Ruhestand verabschiedet.
Friedrich ist verheiratet und Vater zweier erwachsener Töchter.

## Wirken

### Nationales Engagement
Friedrich ist in einem breiten gesellschaftlichen Kontext engagiert als Angehöriger der Rotarier, im Kuratorium von Christival, im Kuratorium der Eugen-Biser-Stiftung, im Kuratorium des evangelikalen Vereins ProChrist, der dem CVJM nahesteht, und im Kuratorium der interreligiösen Gesellschaft Freunde Abrahams. Des Weiteren ist er im Vorstand der Internationalen Martin Luther Stiftung. Er war Schirmherr des Gospel-Awards in München.

### Internationales Engagement
Friedrich war Nahost-Beauftragter des Rats der Evangelischen Kirche in Deutschland (EKD). Zum 50. Jubiläum der Evangelisch-Lutherischen Kirche in Jordanien und im Heiligen Land (ELCJHL) gratulierte Friedrich im Namen der EKD: „Anfangs war ich der Meinung, die Lutherische Kirche gehöre nicht ins Heilige Land. […] Doch dann lernte ich, dass es wichtig ist, dass es die örtliche Lutherische Kirche gibt.“
Auf Einladung des Chinesischen Christenrates unternahm Johannes Friedrich 2007 eine Besuchsreise in die Volksrepublik China und besuchte die St.-Pauls-Kirche in Nanjing. Die evangelische Kirche in China wächst nach Darstellung des Chinesischen Christenrats rasant. Unter den rund 1,3 Milliarden Chinesen seien inzwischen rund 16 Millionen regelmäßige Besucher protestantischer Gottesdienste, berichtete die Vorsitzende des Christenrats, Pastorin Cao Shengjie. Vor rund 50 Jahren habe es nur etwa 700.000 Christen gegeben.
Mit einem dreitägigen Fest im ungarischen Sopron gedachten die evangelischen Kirchen in Europa des Falls des Eisernen Vorhangs und der Öffnung der Grenzen im Jahre 1989. Höhepunkt der Feiern von 3. bis 5. Juli 2009, zu denen die Gemeinschaft Evangelischer Kirchen in Europa (GEKE) einlud, war ein Festgottesdienst auf dem Paneuropäischen Picknickplatz mit einer Predigt von Johannes Friedrich.

### Herausgeberschaft
Johannes Friedrich war Mitherausgeber der Zeitschrift zeitzeichen – Evangelische Kommentare zu Religion und Gesellschaft und bis 2014 Mitherausgeber von chrismon. Das evangelische Magazin, zusammen mit Katrin Göring-Eckardt, Margot Käßmann und Nikolaus Schneider.

## Positionen

### Zusammenleben zwischen den christlichen Kirchen
Als Landesbischof war Friedrich Mitglied im Vorstand des 2. Ökumenischen Kirchentags und verbindet mit dem Kirchentag eine „Kirche der Zukunft“: „Ich hoffe, dass schon während der Vorbereitung viele neue ökumenische Verbindungen und Projekte in den Gemeinden vor Ort entstehen, so dass wir während der vier Tage des Ökumenischen Kirchentags im Mai 2010 den Höhepunkt eines langen, positiven ökumenischen Prozesses feiern können“, wobei Friedrich für eine „Ökumene der kleinen Schritte“ wirbt.
Bei der Diskussion um ein gemeinsames Abendmahl steht hinter der katholischen Abendmahlsauffassung das Amtsverständnis der katholischen Kirche. „Das könne nicht in München geklärt werden“, zumal sich das Abendmahl nicht „zur Provokation“ eignet, so Friedrich. Theologische Probleme durch das „unterschiedliche Amtsverständnis von Pfarrern und geweihten Priestern“ könnten nicht ignoriert werden, zumal die Ökumene keine „Gleichmacherei“ sein dürfte. Ökumene müsste vielmehr dazu „befähigen“, den anderen in seinem religiösen Leben zu akzeptieren. Zum Credo der ökumenischen Partnerschaft gehöre der Respekt, dass „Menschen ihren Glauben anders leben“.
2007 wurde in Stuttgart bereits eine 20-jährige Kirchengemeinschaft zwischen evangelischen Landeskirchen und der Evangelisch-methodistischen Kirche gefeiert. „Die Kirchengemeinschaft zwischen unseren Kirchen gehört zu dem ökumenischen Aufbruch, den wir im 20. Jahrhundert erlebt und zum Teil selbst mitgestaltet haben“, so Friedrich in seinem Grußwort.

### Mit Luthers Liedern durchs neue Jahr
Seit Beginn des Jahres 2012 wird die Bundesrepublik Deutschland mit einem musikalischen Band durchzogen. Zum ersten Mal werden Kirchengemeinden aller Landeskirchen miteinander verbunden und ergeben ein „klingendes Miteinander“, so Johannes Friedrich. Das Kulturbüro der Evangelischen Kirche in Deutschland (EKD) habe 77 Leitlieder ausgesucht. „Sie werden staunen, wie viele Lieder Martin Luther geschrieben hat und wie viele in der Reformationszeit entstanden sind“, betonte Friedrich.

### Freiheit von der Sorge
Das Wort Jesu „Macht euch keine Sorgen“ bedeute nicht, sich aus der Verantwortung zu stehlen. „Wo Sorgen nicht ernst genommen werden, da hat menschenverachtendes […] Gedankengut leichtes Spiel“, so Friedrich. Er wisse, welcher Druck auf Menschen laste. Zwar habe er keine Patentlösung, sondern nur die Zusage Jesu „Sorgt Euch nicht“. Aber die Freiheit von Sorge könne in die Aktivität führen. Hier bezieht sich Friedrich auch auf Dietrich Bonhoeffers, der ebenfalls dazu aufgerufen hatte, nicht nur auf sich selbst, sondern auf Jesus zu vertrauen: „Predigt und Kirchengesang brauchen einander und geben auf eigene Weise den Glauben weiter“.

### Freiheit in Verbindlichkeit
„Wer unter Freiheit Bindungslosigkeit versteht, wird an sich selbst scheitern, wird von seiner ständigen Sorge um sich selbst zerfressen werden“, so Friedrich. Evangelische Freiheit könne nur in einer tiefen Bindung an Gott wurzeln. „Die Kirche ist der Ort, an dem wir erfahren, dass wir nicht allein sind mit unserem Glauben an Gott, der uns in die Freiheit führt. Die Kirche sei der Platz, an dem sich die Menschen gemeinsam im Glauben bestärkten.“

### Gott nicht abschreiben
Friedrich sagte in seiner Karfreitagsansprache in der Regensburger St.-Oswald-Kirche, der sterbende Jesus am Kreuz zeige, dass Leid „kein Betriebsunfall“ sei, sondern „zur Lebenswirklichkeit“ gehöre. Gerade dort aber sei Gott anwesend, so der Landesbischof, der als Beispiele für schweres Leid den Amoklauf von Winnenden, den Inzestfall im österreichischen Amstetten sowie die Selbstmordanschläge im Irak nannte. Friedrich rief die von Leid erfüllten Menschen dazu auf, „Gott anzurufen“, aber nicht „Gott abzuschreiben“. Auch dann nicht, wenn sich viele in besonders schicksalhaften Situationen die Frage stellten: „Wo warst Du, Gott?“ Christen seien keine Unheilspropheten, sondern schöpften Mut aus ihrem Glauben an Jesus, der gestorben und auferstanden ist. „Wir geben uns selbst, andere Menschen und diese Welt niemals auf“, so Johannes Friedrich. Und, so der Landesbischof, „man kann nie tiefer fallen als in die Hände Gottes.“

### Mozart als „Lob Gottes“
In der Musik von Wolfgang Amadeus Mozart (1756–1791) spiegele sich das Lob Gottes, so Johannes Friedrich anlässlich des Würzburger Mozartfestes. Das Bewusstsein der Menschen, „Geschöpfe Gottes“ zu sein, mache sie selbstbewusst.

### Unser tägliches Brot
„Ich gehe sehr gerne in die Bäckerei gegenüber meiner Wohnung, weil ich es schön finde, die vollen Brotregale zu sehen und zu riechen, dass das Brot hier wirklich noch gebacken wird“, so Johannes Friedrich.
„‚Unser tägliches Brot gib uns heute‘ – dass das alles andere als selbstverständlich ist, habe ich auf meinen Besuchen bei unseren lutherischen Partnerkirchen in Afrika gemerkt, wo ich gesehen habe, wie ungerecht die Güter auf der Welt verteilt sind und wie sich die Menschen dort um ihr tägliches Brot sorgen müssen. Aber im Grunde muss man gar nicht so weit fahren, um so etwas zu erleben: Ich habe neulich eine Grundschule besucht. In dieser Grundschule kommt über die Hälfte der Schülerinnen und Schüler morgens in die Schule, ohne irgendetwas gegessen zu haben. Ohne ein Stück Brot, ohne Frühstück – sei es, weil die Eltern gar nicht aufstehen, sei es, weil kein Geld da ist – es hat ganz unterschiedliche Gründe […] ‚Unser tägliches Brot gib uns heute‘ – das meint ja auch das Brot des Wortes Gottes, das uns geistlich erfrischen und stärken soll“, betont Bischof Friedrich.

### Umgang mit dem Tod
Mit Tod und Sterben, so Johannes Friedrich, sind tiefe Ängste verbunden, ein schmerzhaftes Abschiednehmen. Gleichwohl geben sie die Chance, „das Leben verantwortlich zu gestalten“, zumal Zukunftsplanungen beinhalten können, dass „es ganz anders kommen“ kann als zunächst erhofft. Insofern gewinnen für den Landesbischof die folgenden biblischen Gedanken einen hohen Stellenwert: „Herr lehre uns bedenken, dass wir sterben müssen, auf dass wir klug werden.“

### Evangelische Aussiedlerseelsorge
Die Integration der russlanddeutschen Aussiedler in Kirche und Gesellschaft ist nach Einschätzung von Friedrich noch lange nicht abgeschlossen. Friedrich stellte am Rande des Bayerischen Kirchentages 2009 die Broschüre … mittendrin … der Öffentlichkeit vor. Sie schildert die Arbeit der bayerischen Aussiedlerseelsorge, die seit 20 Jahren besteht. „Die russlanddeutschen Aussiedler sind eine Bereicherung für unsere bayerischen Gemeinden“, sagte Friedrich. In der Kirche bestünde ausreichend Raum für andere Frömmigkeit, andere Traditionen und andere Lebensgeschichten. In manchen Gemeinden stellen die Russlanddeutschen mehr als die Hälfte der Mitglieder.

### Kirche und Gesellschaft

#### 60. Jahrestag des Kriegsendes
In München wurde zum 60. Jahrestag des Kriegsendes am 8. Mai 1945 vom evangelischen Landesbischof Johannes Friedrich zum gemeinsamen Gedenken und Erinnern aufgerufen. Das nationalsozialistische Regime, der Zweite Weltkrieg und die Kriegsfolgen hätten Millionen Menschen zu Opfern von Unrecht und Gewalt werden lassen, sagte Friedrich bei einer zentralen Gedenkveranstaltung der Evangelisch-Lutherischen Kirche in Bayern im Herkulessaal der Münchner Residenz. „Es ist für uns eine bleibende Verpflichtung, das Gedächtnis dieser Opfer zu bewahren und sie, wo immer möglich, aus der Namenlosigkeit herauszuholen“.

#### 60. Jahrestag des Grundgesetzes
Aus Anlass des 60. Jahrestages der Verkündigung des Grundgesetzes für die Bundesrepublik Deutschland fand am 30. Mai 2009 ein ökumenischer Festgottesdienst im Bonner Münster statt. Eingeladen hatte die Arbeitsgemeinschaft Christlicher Kirchen (ACK) in Nordrhein-Westfalen. Es zelebrierten der Vorsitzende der Katholischen Bischofskonferenz Robert Zollitsch, Metropolit Augoustinos von Deutschland und der bayerische Landesbischof. Friedrich bemerkte in seiner Predigt: „Sechzig Jahre Grundgesetz der Bundesrepublik Deutschland, das ist für unser Land ein Grund stolz zu sein und für uns als christliche Kirchen ein Grund, Gott dankbar zu sein. […] Artikel 1 des Grundgesetzes, der die Würde des Menschen als unantastbar beschreibe, und die daraus folgenden Rechtsbestimmungen seien keine ideologische Festlegung, sondern ein Grundsatz, der dem christlichen Denken entstamme, aber für alle Menschen in Deutschland gültig und einsichtig sei. […] Wir sollten in unseren ethischen Debatten über den Schutz des Lebens am Anfang und am Ende immer wieder auf diesen Grundsatz unseres Grundgesetzes rekurrieren“.

#### Diakonie und Klimaschutz
Die Diakonie mit ihrem Diakonischen Werk zählt zur „Grunddimension der Kirche“, so Friedrich. Diakonische Arbeit hat eine hohe Bedeutung sowohl in Einrichtungen als auch in Kirchengemeinden. Friedrich „wies […]auf die Wichtigkeit von Angeboten für Menschen mit Demenz hin“.
Auch hat Friedrich einen größeren Einsatz der Kirche für den Klimaschutz
angemahnt. Es gebe bereits viele gute Ansätze, „aber wir können noch mehr tun“, sagte Friedrich. Gleichwohl wird die Umsetzung „vor Ort“ ernstgenommen, wie der Einsatz von zirka 1300 ehrenamtlichen Umweltbeauftragten in den evangelischen Kirchengemeinden Bayerns belegt.

#### Menschenrechte und Zivilcourage
In einem Appell stellen Erzbischof Reinhard Marx und Landesbischof Friedrich fest, dass der Verhaltenskodex des Internationalen Spielwarenverbandes einen wichtigen Beitrag für die Schaffung menschenwürdiger Arbeitsbedingungen leisten könne. Der Kodex müsse jedoch glaubwürdig umgesetzt werden. Ökonomische Interessen müssten zurücktreten, falls sie mit der Menschenwürde in Konflikt gerieten; sie rechtfertigen keine unmenschlichen Arbeitsbedingungen. Schließlich müssen sich die Verbraucher darauf verlassen können, „dass bei der Spielzeugproduktion die Menschenrechte eingehalten werden“, so Friedrich.
Drei Pflegekräfte brachten, mit Bezug auf ihre Bürgerrechte, den Mut auf, den Pflegenotstand ihrer Station in einem Altenheim zu thematisieren. Die belastenden Konsequenzen waren ein Hausverbot und die Erfahrung, anhaltend gemieden zu werden. In seiner Pfingstpredigt dankte Friedrich jedoch für diese Zivilcourage, womit er zum Ausdruck bringt, dass die Wahrung der „Würde des Menschen“ (Art. 1 GG) sowohl eine wesentliche Grundlage für das humane Zusammenleben als auch für die Förderung der Gesundheit der betroffenen Menschen ist. In der Jahresschrift Das Gedicht macht Friedrich deutlich, wie schwierig es ist, „Zivilcourage zu leben“.

#### Politische Verantwortung
Die Gesellschaft ist „kein gottloses Gegenstück zur Kirche, sondern ein Bereich Gottes neben der Kirche“. Das erklärte Friedrich am 27. April bei einem Staatsempfang in München aus Anlass des 200-jährigen Bestehens der Evangelisch-Lutherischen Kirche in Bayern. Nach Ansicht Friedrichs gehört gesellschaftliches und politisches Engagement zum Christsein. Protestanten entschieden nicht nach dem, was die Kirche sage, sondern nach politischer Vernunft und in freier Gewissensentscheidung.
In seiner Pfingstpredigt 2009 mahnte Friedrich, dass Christinnen und Christen sich nicht aus der Welt und ihren politischen Prozessen zurückziehen dürften; sie müssten vielmehr in „wacher Zeitgenossenschaft […] die Entwicklungen der Gesellschaft aufmerksam und engagiert begleiten, sie ins Gebet (nehmen) und sich couragiert zu Wort melde(n)“. Beispielhaft erwähnt Friedrich die mutige Barmer Theologische Erklärung der Bekennenden Kirche aus der neueren Kirchengeschichte. Kirche ist nicht nur ein Event oder „emigriere“ aus der Gesellschaft, worauf die Religionssoziologie hinweist, sondern sie engagiere sich im Rahmen ihrer Möglichkeiten für die Gesellschaft.
Auch die Atomkatastrophe in Japan stelle Kirche und Gesellschaft vor neue Herausforderungen. Dabei betont der Landesbischof wie wichtig Gottesvertrauen und die Kraft des Gebetes ist gerade in schwierigen Lebenslagen.

#### Soziale Marktwirtschaft
In einem Gespräch zwischen dem Landesbischof und dem Präsidenten der Vereinigung der Bayerischen Wirtschaft e. V., Randolf Rodenstock, hob Johannes Friedrich die „gemeinsame Verantwortung der gesellschaftlichen Kräfte“ hervor. Wirtschaftliches Handeln kann sich nicht nur auf die „Rendite“ fixieren. Die Verbindung von wirtschaftlichem Handeln mit sozialer Verantwortung, die Grundgedanken der sozialen Marktwirtschaft, sind im Kontext der Wirtschafts- und Finanzkrise von großer Bedeutung. Mit Blick auf Insolvenzverfahren, so Johannes Friedrich, ist der Wert eines Unternehmens nicht nur an dessen Erträgen abzulesen, „sondern auch an seinem Umgang mit den Mitarbeiterinnen und Mitarbeitern“.

### Kirche, Familie, Bildung und Gesundheit

#### Burnout und die Bedeutung des Sonntags
Auf die Gefahren eines Burnout in der modernen Gesellschaft macht Friedrich aufmerksam. Sensibel und wahrnehmungsfähig zu bleiben, um einerseits die Gefahr des „Verbrennens“ zu erkennen, andererseits als Mensch im „Gleichgewicht zu bleiben“, ist für Johannes Friedrich ein seelsorgerliches Anliegen, so in seinem Vorwort zu stay wild statt burn out. Einen wichtigen Beitrag zur Wahrung des Gleichgewichts leistet der arbeitsfreie Sonntag, der keinesfalls „ohne Not aufgegeben werden“ dürfe, unterstrich Friedrich. „Bei diesem Ruhetag handele es sich schließlich um eine über Jahrhunderte gewachsene kulturelle Errungenschaft der Gesellschaft“.

#### Familie im Wandel
„Familie ist überall dort, wo Menschen für ihre Kinder oder ihre Eltern Sorge tragen“, so der Bischof: Großfamilien mit drei Generationen wie Familien ohne Kinder und Familien, in denen sich 60-Jährige um ihre 80-jährigen Eltern kümmerten. Überhaupt plädiert Friedrich dafür, Familien in allen Formen zu stärken. Dazu gehört nicht nur die klassische Kleinfamilie, sondern auch Alleinerziehende und Patchwork-Familien. Insofern müsste noch stärker akzeptiert werden, „dass Familie nicht ausschließlich mit einem bürgerlichen Familienideal identifiziert werden darf.“ Die individuellen Formen der Gegenwart müssten ernst genommen werden.
Aufgabe der Kirche sei es, so Friedrich, „Mut zum Kind zu machen“ sowie Eltern zu stärken, dass Kinder bestmöglich aufwachsen könnten. Den Beitrag der Kirchengemeinden sieht Johannes Friedrich darin, „Eltern bei der Vermittlung des christlichen Glaubens zu helfen“. Im Blick auf die Gleichberechtigung zwischen Männern und Frauen bestehe noch Nachholbedarf. Männer müssten stärker ermutigt werden, Elternzeit zu nehmen. Dazu benötigten auch Arbeitgeber noch mehr Anreize. Ebenso müsse sich das gesellschaftliche Männerbild weiter wandeln. Die Erziehung dürfe nicht allein Frauen überlassen werden.
Überhaupt mehr Verständnis für die Bedürfnisse von Familien verlangt Friedrich. Viele Familien litten heutzutage unter einer „Doppelbelastung von Berufstätigkeit und Kindererziehung“. Vorwürfe und Verweise auf frühere Zeiten machten da keinen Sinn. „Hier muss den Familien Hilfe angeboten werden, die sie instand setzt, eigenverantwortlich Regelungen zu finden“, so Friedrich. Einen Beitrag dazu leisteten die Kindertagesstätten der Kirche. Diese würden außerdem für die religiöse Erziehung umso wichtiger, je schwieriger es den Familien falle, den Glauben weiterzugeben.

#### Armutsrisiko und Bildungsgerechtigkeit
Kindern gebühre oberste Priorität, so Johannes Friedrich. „Kinder sind nicht nur die Zukunft, sondern die Gegenwart unserer Kirche“. Es sei unbestritten, dass die religiöse Sozialisation der Kinder in den Familien viel geringer sei als noch vor einigen Jahrzehnten. „Da fehlt das Gebet am Abend, und kirchliche Geschichten werden nur noch selten vorgelesen“, bedauerte Friedrich. Wichtig ist es daher, sich um die Kinder und deren Erziehung zu kümmern, nicht um die sich ausbreitende Verwaltung. Eigentlich hätte er Kinderkrippen eher Alleinerziehenden zugedacht. „Doch das hat sich auch durch die Erfahrung in der eigenen Familie gravierend geändert. Im Kindergarten lernt man Dinge, die man auch im behüteten Elternhaus nicht lernen kann“. So plädiert Friedrich für eine Ausweitung der Kinderbetreuung, „damit auch Alleinerziehende eine Chance haben, einen Beruf zu finden, um sich vom Armutsrisiko zu befreien“.
Auch warnt Friedrich vor einer weiter wachsenden Kinderarmut in Deutschland. „Kinder dürfen nicht die Verlierer der gegenwärtigen Krise werden, wenn nicht eine weit schlimmere Krise eintreten soll“, so der Landesbischof. Gegenwärtig lebten etwa 144.000 Kinder in Bayern von Hartz IV. Friedrich plädierte für eine verstärkte ganzheitliche Bildung. Sie sei eine wichtige Voraussetzung, damit die „Kinder aus diesem Teufelskreis herauskommen“: „Bildungsgerechtigkeit ist nicht nur eine Forderung der Nächstenliebe, sondern der politischen Vernunft. Dabei ist das Ziel von Bildung mehr als nur Tauglichkeit für den Arbeitsmarkt. […] Gerade angesichts einer drohenden Rezession erweist sich die Bildungsfrage als das Schlüsselthema der Zukunft. Damit es in Deutschland zukünftig […] auch selbstbewusste, kompetente und sozial aufgeschlossene Menschen gibt, müssen wir uns gerade in der Krise für die Stärkung von Kindern und ihren Familien einsetzen.“
Eine öffentlich diskutierte Steuer auf spekulative finanzielle Transaktionen, so die Forderung des globalisierungskritischen Netzwerkes attac, sollten einer globalen Armutsbekämpfung zugutekommen. Die Einführung dieser Steuer sei „sinnvoll und zukunftsweisend“, bestätigte Friedrich beim Neujahrsempfang der Evangelischen Akademie Tutzing. Der Landesbischof stellt sich hinter Forderungen, wie sie auch andere kirchliche Institutionen erheben.

#### Schulseelsorge und Spätabtreibungen
Nach den Amokläufen von Erfurt und Winnenden und der Sorge über Gewalt unter Jugendlichen plädierte Friedrich dafür, die Tätigkeit von Religionspädagogen als Seelsorger zu fördern. Schüler sollen in psychischen Extremsituationen wie schwere Unfällen, sexuellem Missbrauch, Mobbing, Suizidversuchen und anderen Krisensituationen mehr Hilfe durch Seelsorger bekommen, zumal solche Anlaufpunkte für vertrauliche Gespräche auch eine Entlastung für die ganze Schule seien.
Friedrich trat für eine gesetzliche Beratungspflicht vor Spätabtreibungen ein und erklärte, dass Schwangere davor geschützt werden sollten, „abtreiben zu müssen“, wenn ihr Kind wahrscheinlich behindert zur Welt kommt. Gemeinsam mit der Landessynode drängte er auf eine rechtlich geschützte Mindestbedenkzeit von wenigstens drei Tagen für betroffene Frauen. Der „Automatismus zwischen Diagnose einer wahrscheinlichen Behinderung des ungeborenen Kindes und der sofort darauf folgenden Abtreibung“ wird von Friedrich abgelehnt.

#### Moderner Elementarkatechismus und Wertebildung
Bei der Vermittlung des Glaubens räumt Friedrich „Defizite der Kirchen“ ein. Die Weitergabe an die nächste Generation sei ein „großes Thema“. Sie funktioniert nur, „wenn die, die etwas weitergeben sollen, wissen, was sie weitergeben. Und genau da hapert es“, so Friedrich vor der Generalsynode der VELKD. Die Überlieferung des Glaubens und der Frömmigkeit von Generation zu Generation sei schon viel früher auf der Strecke geblieben. Ein moderner Elementarkatechismus ist geboten. Denn Bildungsarbeit sei von Bedeutung für die Kirche. „Was an Bildung bei uns im Argen liegt, bezahlen wir mit Entfremdung, Entkirchlichung und Kirchenaustritte“, zumal die mangelnde Beheimatung im Glauben – mit seinen Vollzügen im Gottesdienst und Gebet – desozialisiere, d. h. die Persönlichkeitsentwicklung belaste.
Bildungspolitisch fordert der Landesbischof den schulischen Unterricht nicht nur auf Wissensvermittlung zu konzentrieren, sondern auch „Herzens-, Wesens- und Wertebildung“ zu vermitteln. Junge Menschen müssen lernen, mit dem Wissen umzugehen und es zum gesellschaftlichen wie zum eigenen Wohl einzusetzen.
Auch im Rahmen eines Kamingesprächs beim Münchner Lehrer- und Lehrerinnenverband zum Jahresbeginn 2012 – zusammen mit Albin Dannhäuser und Jochen Vogel – betonte Friedrich, dass es eine wichtige Voraussetzung für die Demokratieerziehung sei, Kinder ernst zu nehmen. Das bedeute aber auch ihnen zu widersprechen. Vor allem müssten die Lehrer sensibel bleiben für die Unrechts- und Gewalterfahrungen des Dritten Reiches, zumal die Zeitzeugen zusehends aussterben.

#### Bagatellisierung von Sünde und Biotechnik
Friedrich warnte vor einer „Verharmlosung, Verniedlichung und Bagatellisierung“ der Sünde. Sünde und Schuld seien keine „Randthemen des Lebens“. Erst ein bereinigtes Leben befreie zum Neuanfang. Der Bischof habe Respekt vor Menschen, die Schuld eingestehen; sie belegen, dass sie Verantwortung zeigen. In der Gestaltung zwischenmenschlicher Beziehungen, so der Frankfurter Soziologe Axel Honneth, offenbart sich Moralität und Anerkennung gegenüber Mitbürgern. „Nur wer offen und auch offensiv mit den eigenen Fehlern umgeht, wer einsieht, was er verkehrt gemacht hat, kann auch Versöhnung, wahren Frieden mit sich selbst, mit den Menschen und mit Gott erfahren“, so der Landesbischof.
Friedrich hat sich gegen Patente auf Pflanzen und Tiere ausgesprochen. Patentrecht auf Pflanzen und Tiere stünde nur Gott zu. Um solche Patente „ein für allemal“ auszuschließen, sollte die Europäische Union das Patentrecht grundlegend überarbeiten, so Friedrich. Auch lehnte er die Präimplantationsdiagnostik (PID) ab. Mit ihr werde das „ethisch Verantwortbaren“ überschritten. „Gott sei der Herr über Leben und Tod. Menschen dürften sich niemals anmaßen, zwischen lebenswert und lebensunwert zu unterscheiden.“ Friedrich erwartet vom Gesetzgeber ein „unmissverständliches Verbot“ der PID. Schließlich sei „das Leben ein Geschenk“. „Denn das christliche Menschenbild weiß, dass nicht nur die Starken, Gesunden und der „Norm“ entsprechenden Menschen Geschöpfe und Ebenbilder Gottes sind.“

#### Embryonenschutz
Friedrich hat die Verleihung des Nobelpreises für Medizin an die Stammzellforscher Shinya Yamanaka (Japan) und John Gurdon (Großbritannien) als ein Signal für den Lebensschutz begrüßt. Den Preisträgern ist es gelungen, dass sich Zellen Erwachsener in stammzell-ähnliche Zellen zurückentwickeln lassen. Mit deren Hilfe sollen eines Tages unheilbare Krankheiten wie Alzheimer behandelt werden. Es wurde ein ethisch unbedenklicher Weg zur Stammzelltherapie eröffnet. Menschliche Embryonen – also Menschen im frühesten Stadium – müssen nicht mehr „verbraucht“ und getötet werden, um Kranken Heilung zu bringen. Gegen eine solche verbrauchende Embryonenforschung wendet sich Friedrich. Er freue sich über die Ehrung der beiden Forscher, weil sie deutlich mache, „dass die Forschung an adulten Stammzellen etwas bringen kann“. Lange sei der Eindruck erweckt worden, dass Fortschritte bei der Behandlung schwerer Krankheiten nur mit Hilfe der Forschung an embryonalen Stammzellen möglich seien.

## Würdigungen
Für die beiden großen christlichen Kirchen in Deutschland hob der römisch-katholische Münchner Erzbischof Reinhard Marx das „Eintreten Friedrichs für die ökumenische Partnerschaft“ hervor. Im Glauben sind sich Katholiken und Protestanten, so Friedrich, näher gekommen. Die Differenzen sind „nicht mehr kirchentrennend“. Zehn Jahre nach der Gemeinsamen Erklärung zur Rechtfertigungslehre, mit der Gräben aus der Reformationszeit überwunden wurden, sei es an der Zeit, dass evangelischen Christen auf die „althergebrachten antikatholischen Ressentiments“ verzichteten. Stattdessen sollten sie sich gemeinsam den Herausforderungen der modernen Gesellschaft stellen. Friedrich rief dazu auf, die verschiedenen Ausdrucksformen christlichen Glaubens zu akzeptieren. Diese Vielfalt sei keine „Gefahr oder Verwässerung unserer Glaubensgrundsätze“, sondern ein Reichtum. Dabei ist der „Weg schon das Ziel“, so Friedrich zur Situation der Ökumene.
Landtagspräsident Alois Glück würdigte den Einsatz des Landesbischofs für die Ökumene: „Für das Zusammenleben der Menschen und für die Glaubwürdigkeit der christlichen Kirchen ist gelebte Ökumene von zentraler Bedeutung. Sie, Herr Landesbischof, sind einer der großen Brückenbauer zwischen den evangelischen und katholischen Christen und ihren Kirchen. Die eigene Überzeugung verbinden Sie mit Einfühlungsvermögen in die Position und die Situation des anderen.“
Anlässlich seines 60. Geburtstages würdigten Vertreter aus Politik und Kirche seine Fähigkeit, „Brücken zu bauen“ und „den Glauben zu vermitteln“. Der Ratsvorsitzende der Evangelischen Kirche in Deutschland (EKD), Wolfgang Huber, hob als pastorales Anliegen von Johannes Friedrich hervor die „große Standfestigkeit“ und „die Lebendigkeit der lutherischen Tradition für die christliche Existenz im 21. Jahrhundert zu bezeugen“. Im Glückwunschschreiben des Bayerischen Landtagspräsidenten heißt es: „Sie geben nicht nur den evangelischen Christen, sondern allen, die nach Orientierung und Standpunkten suchen, Impulse und Hilfestellungen durch Ihre klaren eigenen Positionen. Dabei scheuen Sie nicht die Kontroverse, aber Ihnen ist immer mehr Vertrauen zugewachsen, weil Aussage und Person übereinstimmen und die Aussagen fundiert sind.“

## Ehrungen (Auswahl)
- Bundesverdienstkreuz am Bande, 1996
- Bayerischer Verdienstorden, 2003
- Bayerische Verfassungsmedaille in Gold, 2004
- Wilhelm-Löhe-Medaille, 2008[58]
- Rabbiner-Spiro-Preis, 2009[59]
- Tutzinger Löwe, 2011[60]
- Ökumenepreis, 2011[61]

## Werke
- Anvertraute Talente. 2008
- Verantwortung gemeindenah und in weltweitem Horizont. 2008
- Das Leitungsamt der Kirche in unserer Zeit. 2008
- Zeugen der Wahrheit Gottes. 2006
- Den einmal begonnenen Weg im festen Blick auf das Ziel fortsetzen. 2005
- Die Confessio Augustana und die Christenheit. 2005
- In ökumenischer Gesinnung handeln. 2004
- Die Zukunft gestalten. 2004
- Zuversicht trotz Zwischentief. 2003
- Vertrauen in die ökumenische Gemeinschaft stiften. 2002
- Ökumene in Deutschland – Blick voraus. 2002
- Zum gemeinsamen Zeugnis berufen. 2001
- Unterwegs zur Gemeinschaft. 2000
- Profil zeigen. 2000
- Gott im Bruder?. 1977
- Gott im Anderen? Eine methodenkritische Untersuchung von Redaktion, Überlieferung und Tradition in Matthäus 25,31-46. 1976 (Diss.)
- Rechtfertigung. 1976